# Norris Lake
Der Norris Lake ist ein Stausee am Clinch River in den Countys Anderson, Campbell, Union, Grainger und Claiborne im US-Bundesstaat Tennessee. Er wird vom Norris Dam aufgestaut. 

## Norris Lake
Der Norris Lake ist der größte Stausee an einem der Zuflüsse des Tennessee River. Er hat eine Wasserfläche von 137 km² und eine Uferlinie von 1302 km. Der Wasserspiegel variiert typischerweise um 8 m über das Jahr hinweg. Der Stauraum beträgt 1370 Mio. m³. Im See befinden sich einige durch die Überflutung von Seitentälern entstandene Inseln, die größte trägt den Namen Island F.

### Entstehung
Der Stausee entstand durch den Bau des Norris Dam in den 1930er Jahren. 

### Freizeitmöglichkeiten
Der See bietet eine Menge an Freizeitmöglichkeiten, wie zum Beispiel: den Norris Dam State Park, die Cover Creek Wildlife Management Area und den Chuck Swan State Forrest. Hier hat man die Möglichkeit, Wandertouren zu unternehmen. Darüber hinaus bietet der See die Möglichkeit zum Wasserski fahren, zum Angeln oder Schwimmen.

## Norris Dam
Der Norris Dam (⊙) staut den Clinch River auf einer Länge von 117 km und den Powell River auf einer Länge von 90 km. Er dient zur Stromgewinnung und zur Flussregulierung. Der Bau begann 1933 und endete im März 1936. Die Baukosten beliefen sich auf etwa 36 Millionen US-Dollar. Es war das erste größere Bauprojekt der 1933 gegründeten Tennessee Valley Authority. Stausee und Staumauer wurden nach dem Senator George W. Norris (1861–1944) aus Nebraska benannt, einem langjährigen Unterstützer der Tennessee Valley Authority. Der Damm wird von einer geraden Beton-Gewichtsstaumauer gebildet und hat eine Länge von 570 m und eine Höhe von 81 m. 
Das Wasserkraftwerk hat zwei Turbinen mit einer Gesamtleistung von 131,4 MW.
Der Norris Dam wurde 1986 von der American Society of Civil Engineers in die List of Historic Civil Engineering Landmarks aufgenommen.